# Clovis Dupont
Pour les articles homonymes, voir Dupont.
Clovis Joseph Dupont né à Neuve-Maison (Aisne) le 23 février 1830 et mort à Issy-les-Moulineaux le 25 décembre 1908, est une personnalité de la Commune de Paris.

## Biographie
Fils d'un scieur de long, il est ouvrier vannier de Saint-Cloud. Il gagne Paris avant son siège par les Allemands (septembre 1870-mars 1871). Il est élu au Comité central de la Garde nationale le 10 mars 1871.  Il est élu au Conseil de la Commune par le IIIe arrondissement, il siège à la commission du Travail et de l'Échange. Il vote pour la création du Comité de salut public. Après la Semaine sanglante, il est condamné à 20 ans de travaux forcés en Nouvelle-Calédonie. Il rentre en France après l'amnistie de 1880.

### Notices biographiques
- Jules Clère, Les hommes de la Commune : Biographie complète de tous ses membres, Paris, Libraire-éditeur É. Dentu, 1871, 195 p. (lire en ligne sur Gallica), p. 80-81
- Paul Delion, Les membres de la Commune et du Comité central, Paris, A. Lemerre éditeur, août 1871, 446 p. (lire en ligne sur Gallica), p. 86-87
- Bernard Noël, Dictionnaire de la Commune, Coaraze, L'Amourier éditions, coll. « Bio », avril 2021 (1re éd. 1971), 799 p. (ISBN 978-2-36418-060-4, ISSN 2259-6976, présentation en ligne), p. 285
- « Notice Dupont Clovis, Joseph », sur maitron.fr, Le Maitron, dictionnaire bibliographique du mouvement ouvrier et du mouvement social, Association Les Amis du Maitron (consulté le 7 août 2021)